# Coccygidium
Coccygidium is een geslacht van insecten uit de orde vliesvleugeligen (Hymenoptera) en de familie schildwespen (Braconidae).

## Soorten
Deze lijst van 25 stuks is mogelijk niet compleet.
- C. anator (Fabricius, 1804)
- C. angostura (Bhat & Gupta, 1977)
- C. arabicum Ghramh, 2011
- C. areolare (Szepligeti, 1908)
- C. brasiliense (Szepligeti, 1902)
- C. concolor (Szepligeti, 1908)
- C. demerarus (Enderlein, 1920)
- C. dubiosum (Szepligeti, 1908)
- C. erythrocephalum (Cameron, 1905)
- C. hospitator (Fabricius, 1775)
- C. intermedium (Szepligeti, 1908)
- C. luteum (Brulle, 1846)
- C. maculatum van Achterberg, 2011
- C. melanotum (Viereck, 1912)
- C. melleum (Roman, 1910)
- C. nigriceps (Cameron, 1905)
- C. nigricorne (Cameron, 1904)
- C. nigricrum Sharkey, 1998
- C. pennator (Fabricius, 1804)
- C. peruense (Szepligeti, 1902)
- C. rugiferum van Achterberg, 2011
- C. sissoo (Wilkinson, 1929)
- C. surinamense (Szepligeti, 1908)
- C. tarsale (Szepligeti, 1902)
- C. transcaspicum (Kokujev, 1902)